# Didasys belae
Didasys belae är en fjärilsart som beskrevs av Augustus Radcliffe Grote 1875. Didasys belae ingår i släktet Didasys och familjen björnspinnare. Inga underarter finns listade i Catalogue of Life.